# Shinobi (Computerspiel, 2011)
Shinobi, in Japan als Shinobi 3D bekannt, ist ein Actionspiel für Nintendo 3DS. Es erschien am 15. November 2011 in den Vereinigten Staaten. In Japan erschien das Spiel am 17. November 2011. In Europa kam das Spiel am 11. November 2011 heraus. Es ist Teil der Shinobi-Reihe.

## Handlung
1256 wird der junge Oboro-Clan-Anführer Jiro Musashi (Vater von Joe Musashi) gerufen, um sein Heimatdorf vor Zeeds Ninja-Armee zu verteidigen. Nach dem Kampf wird er 800 Jahre in die Zukunft geschickt, wo Zeed nun mit eiserner Faust regiert. Unterstützt von Sarah, der Anführerin eines lokalen Widerstands und setzt Jiro seinen Kampf gegen Zeed fort. Während er weiterkämpft, beginnt er, eine tiefere Verschwörung aufzudecken. Eine geheime Mission wird freigeschaltet, der den uralten außerirdischen Orn enthüllt. Nachdem Jiro Orn besiegen kann, explodiert das Raumschiff des Außerirdischen. Jiro wird durch einen Ninjutsu-Zauber geschützt. Jiro tritt wieder in die Atmosphäre ein. Nach der Landung auf der Erde geht Jiro in den Horizont, vermutlich um den Oboro Ninja Clan neu zu gründen. Die Zeitlinie wurde geändert, sodass Joe Musashi im 20. Jahrhundert in dieser Zeitlinie nicht existiert.

## Spielprinzip
Das Spiel wird hauptsächlich mit Tasten gesteuert. Außerdem gibt es im Spiel Minispiele, die den Touchscreen verwenden. Der Spieler steuert den Protagonisten Jiro Musashi. Das Spiel wird normalerweise in 2D-Sidescrolling-Manier unter Verwendung von 3D-Grafiken gespielt.

## Entwicklung
Das Spiel wurde in der Mai-Ausgabe 2011 von Nintendo Power vorgestellt. Sega hatte ursprünglich geplant, das Spiel im September 2011 zu veröffentlichen, aber aufgrund langsamer 3DS-Hardwareverkäufe wurde das Spiel auf November 2011 verschoben.

## Rezeption
Das Spiel erhielt gemischte bis positive Kritiken und eine Gesamtpunktzahl von 69 auf Metacritic erhalten. Destructoid lobte Shinobi 3D dafür, dass es "Tonnen" an Inhalten habe, bemerkte aber, dass die steile Schwierigkeitskurve und der Mangel an kohärenter Erzählung einige Spieler abschrecken könnten. Official Nintendo Magazine UK erklärte in ähnlicher Weise, dass Shinobi nicht jedermanns Geschmack sein wird, da wir uns jetzt in einem Zeitalter befinden, in dem erwartet wird, dass Spiele für alle einfach genug sind", sagte aber, dass es Spielern gefallen wird, die eine Herausforderung suchen.
GameSpot lobte die Art und Weise, wie das Spiel Schwierigkeiten mit Zugänglichkeit in Einklang bringt, bemerkte, dass das Spiel dabei nur ein paar Fehltritte mache, und nannte Shinobi 3D "unter der kleinen Anzahl von Qualitätsspielen im wachsenden 3DS".  Bibliothek, die einen Platz in Ihrem Regal verdient". Allerdings war GamesTM kritischer gegenüber Shinobi 3D und beurteilte die "unsympathische Schwierigkeit" des Spiels als "billig und archaisch im Zusammenhang mit schleppender Action". Eurogamer sagte: "Dies ein schlechtes Spiel zu nennen, wäre grob unfair, aber es ist wirklich nichts Außergewöhnliches. Für eine Serie wie Shinobi ist das Schande genug."